# Surin Pitsuwan
Tiến sĩ Surin Pitsuwan (Thái: สุรินทร์ พิศ สุวรรณ, 28/10/1949 – 30/11/2017) là một chính trị gia lâu năm của Thái Lan. Ông nguyên là Tổng thư ký ASEAN thứ 12, nhiệm kỳ 2008 – 2012.
Ngày 30 tháng 11 năm 2017, ông Surin đã gục xuống và qua đời khi đang chuẩn bị phát biểu tại sự kiện thúc đẩy khoa học, công nghệ theo tiêu chuẩn của đạo Hồi tổ chức ở trung tâm hội nghị ở quận Bang Na, Bangkok, Thái Lan.

## Tiểu sử
Ông sinh ra ở Nakhon Si Thammarat, trong một gia đình người Thái gốc Mã Lai 
Pitsuwan học tại Đại học Thammasat, Thái Lan. Ông tốt nghiệp xuất sắc từ Claremont McKenna College, California, ngành Khoa học Chính trị năm 1972. Từ năm 1977 đến năm 1980, ông là một nhà nghiên cứu cho Chương trình Nghiên cứu Nhân quyền, Viện Nghiên cứu Thái và Quỹ Ford, Đại học Thammasat, và từ năm 1974 cho đến năm 1978, ông là Uỷ viên của Chương trình học bổng Rockefeller, Quỹ Rockefeller, Đại học Harvard và Đại học Mỹ tại Cairo. Surin Pitsuwan, nhận văn bằng Thạc sĩ Nghệ thuật từ Đại học Harvard và đã làm nghiên cứu tại Đại học Mỹ ở Cairo như một học giả của Viện Đại hội đồng các vấn đề Hồi giáo (Institute of Higher Council for Islamic Affairs) của Ai Cập từ năm 1975 đến năm 1977 trước khi trở về Harvard, và nhận bằng tiến sĩ từ Đại học Harvard vào năm 1982.